# Exocentrus demangei
Exocentrus demangei là một loài bọ cánh cứng trong họ Cerambycidae.